# Djamel Mesbah
Djamel Eddine Mesbah (arabisch جمال الدين مصباح, DMG Ǧamāl ad-Dīn Miṣbāḥ; * 9. Oktober 1984 in Zighoud Youcef, Algerien) ist ein französisch-algerischer ehemaliger Fußballspieler.

## Verein
Mesbah begann seine Karriere in der Jugend des französischen Vereins Annecy-le-Vieux. 2001 wurde Mesbah von Scouts des Schweizer Klubs Servette FC Genève entdeckt. Dort debütierte er in der Saison 2003/04 als Profi. In elf Spielen erzielte er drei Tore. Wegen der finanziellen Schwierigkeiten der Genfer verließ er den Verein im Sommer 2004 in Richtung FC Basel. Dort war er aber nur Ergänzungsspieler. Deswegen ließ er sich im Januar 2006 nach Frankreich zum FC Lorient in die Ligue 2 ausleihen. Aufgrund einer Verletzung konnte er für den Klub aber kein einziges Spiel bestreiten. Im Sommer 2006 unterschrieb Mesbah einen Vertrag beim FC Aarau, wo er Stammspieler wurde. 2007 rettete er Aarau mit drei Toren in der Barrage vor dem Abstieg. Nach zwei Jahren zog es ihn zum FC Luzern. Dort unterschrieb er am 1. Juli 2008, wurde aber schon am 1. September nach Italien zu US Avellino verliehen. Nach seiner Leihe unterschrieb er im Sommer 2009 einen Vertrag bei US Lecce. Mit Lecce stieg er in die Serie A auf. Im Januar 2012 wechselte er zum AC Mailand, dem italienischen Meister der Vorsaison, wo er einen Vertrag bis Ende Juni 2016 unterschrieb. Am 29. Januar 2012 feierte Djamel Mesbah sein Liga-Debüt für den AC Mailand beim 3:0-Sieg über Cagliari Calcio.
Nach weiteren Stationen in Italien beim FC Parma, der AS Livorno, Sampdoria Genua und dem FC Crotone, wechselte Mesbah im Sommer 2017 zum FC Lausanne-Sport und spielte dort vier Monate. Nach über zwei Jahren ohne Verein wurde er dann im Winter 2018/19 von Étoile Carouge verpflichtet, bestritt aber bis zu Saisonende kein Spiel und verließ den Klub wieder.

## Nationalmannschaft
2010 feierte Mesbah sein Debüt im algerischen Nationalteam und wurde auch für die Fußball-Weltmeisterschaft 2010 nominiert. Bis 2017 kam er auf insgesamt 35 Partien, in denen er ein Tor erzielen konnte.

## Erfolge
- Schweizer Meister: 2005